# Kadrina (Pala)
Kadrina – wieś w Estonii, w prowincji Jõgeva, w gminie Pala.